# فول ميتال جاكيت (فلم)
فول ميتال جاكيت (بالإنجليزية: Full Metal Jacket) هو فيلم حربي صدر عام 1987 من إنتاج وإخراج ستانلي كوبريك. سيناريو الفيلم كتبه كوبريك ومايكل هير وغوستاف هاسفورد، مقتبس من رواية هاسفورد الموقتات القصيرة الذي يتحدث فيها عن تجربته كجندي في حرب فيتنام. الفيلم من بطولة ماثيو مودين وفينسنت دأونوفريو وآر لي إيرمي وآدم بالدوين ودوريان هاروود وأرليس هوارد وكيفين ميجور هوارد وإدو روس. قصة الفيلم تتبع فصيلة من مشاة البحرية الأمريكية خلال تدريباتهم وتجربة فصيلتين من المشاة في هجوم تيت خلال الحرب. عنوان الفيلم يرمز إلى رصاص فول ميتال جاكيت المستخدم من قبل المشاة. صدر الفيلم في الولايات المتحدة في 26 يونيو 1987.
تلقى فل ميتال جاكيت إشادة كبيرة من النقاد، وترشيح ل‌جائزة الأوسكار ل‌أفضل سيناريو مقتبس لستانلي كوبريك ومايكل هير غوستاف هاسفورد. في 2001، وضع معهد الفيلم الأمريكي فل ميتال جاكيت في المركز 95 ضمن قائمة «معهد الفيلم الأمريكي 100 عام و100 إثارة».

## القصة
تدور أحداث الفيلم خلال حرب فيتنام حيث تصل دفعة جديدة من قوات مشاة بحرية الولايات المتحدة إلى جزيرة بريس الأمريكية للتدريب ويقابلون رقيب التدريب هارتمان وهو شخص قاسي وصارم، يهين ويسئ معاملة الجنود الجدد لكي يجعلهم أشداء، من ضمن هؤلاء الجنود، جوكر (ماثيو موديني) وليونارد لورانس (فينسنت دونوفريو)وهو شخص وزنه الزائد لا يساعده على أداء التمارين العسكرية بالشكل المطلوب مما يثير غضب المدرب هارتمان فيقوم بالإساءة له والسخرية منه خلال التدريب، كما أنه أيضا أطلق عليه اسم «غومر بايل» فقط لأنه لا يستصيغ إسم لورانس فهو إسم للشواذ كما يقول، يتم تعيين الجندي جوكر ليكون قائد للمجموعة ويأمر هارتمان بايل بالتعلم من جوكر، فيتعلم بايل كل شيء من زميله ابتداءا من تركيب السلاح إلى ربط الحذاء العسكري، تزداد الأمور سوءا لبايل يعثر هارتمان على قطعة دونات بالجيلي في خزانة بايل فيعاقب الفصيلة كلها بأداء تمرين الضغط على ذلك بينما يأمر بايل يأكل قطعة الدونات أمامهم، كما يوعد هارتمان بأنه سيبدأ من الآن ولاحقا بمعاقبة الفصيلة كلها على كل خطأ يرتكبه بايل، مما أثار غضب الفصيلة على بايل، وفي ليلة من الليالي في وقت نوم الفصيلة بلف الجنود فوط داخلها قطع من الصابون ويقومون بضرب بايل وهو على فراشه، في الأسابيع التي تلت هذه الحادثة تصبح هناك تحولات في شخصية بايل فيصبح جندي مثالي يثير إعجاب هارتمان، ولكن تظهر علامات في تصرفاته تدل بإنه هناك انهيار عقلي قد أصابه، يلاحظ الجندي جوكر التحولات في شخصية بايل ولايطمئن لها، فقد سمع بايل وهو يحدث بندقيته بشكل مثير للاستغراب، بعد التخرج وفي آخر ليلة لهم في الجزيرة كان جوكر هو الحارس الليلي للفصيله، دخل جوكر إلى الحمام فوجد بايل يجلس على أحد المراحيض ومعه بندقيته ورصاص، يحاول جوكر تهدئة بايل ولكن بايل يصرخ فيستيقظ هارتمان على صراخه ويأتي مسرعا ليري ما الذي يحصل، يطلق بايل النار على هارتمان ويردفه قتيلا ثم ينتحر.

## طاقم التمثيل
- ماثيو مودين بدور جوكر
- فينسنت دأونوفريو بدور ليونارد لورانس
- آر لي إيرمي بدور هارتمان
- آدم بالدوين

## الجوائز
جائزة الأوسكار
- ترشيح—أفضل سيناريو مقتبس (ستانلي كوبريك، مايكل هير، غوستاف هاسفورد)

جوائز الأكاديمية اليابانية
- ترشيح—أفضل فيلم بلغة أجنبية (ستانلي كوبريك)

جوائز الأكاديمية البريطانية للأفلام
- ترشيح—أفضل صوت (نايجل جالت، إدوارد تيس، أندي نيلسون)
- ترشيح—أفضل مؤثرات خاصة (جون ايفانز)

بوسطن جوائز جمعية نقاد السينما
- فاز—كأفضل مخرج (ستانلي كوبريك)
- فاز—أفضل ممثل مساعد (آر لي إيرمي)

ديفيد دي دوناتيلو جوائز
- فاز—كأفضل منتج—فيلم اجنبي (ستانلي كوبريك)

غولدن غلوب
- ترشيح—أفضل أداء لممثل في دور ثانوي في السينما (آر لي إيرمي)

## وصلات خارجية
- مقالات تستعمل روابط فنية بلا صلة مع ويكي بيانات
- قالب:Imsdb
- The Short-Timers by Gustav Hasford – original text